# Genísio
Genísio (en mirandés Zenízio) es una freguesia portuguesa del municipio de Miranda do Douro, con 29,82 km² de superficie y 233 habitantes (2001). Su densidad de población es de 7,8 hab/km².

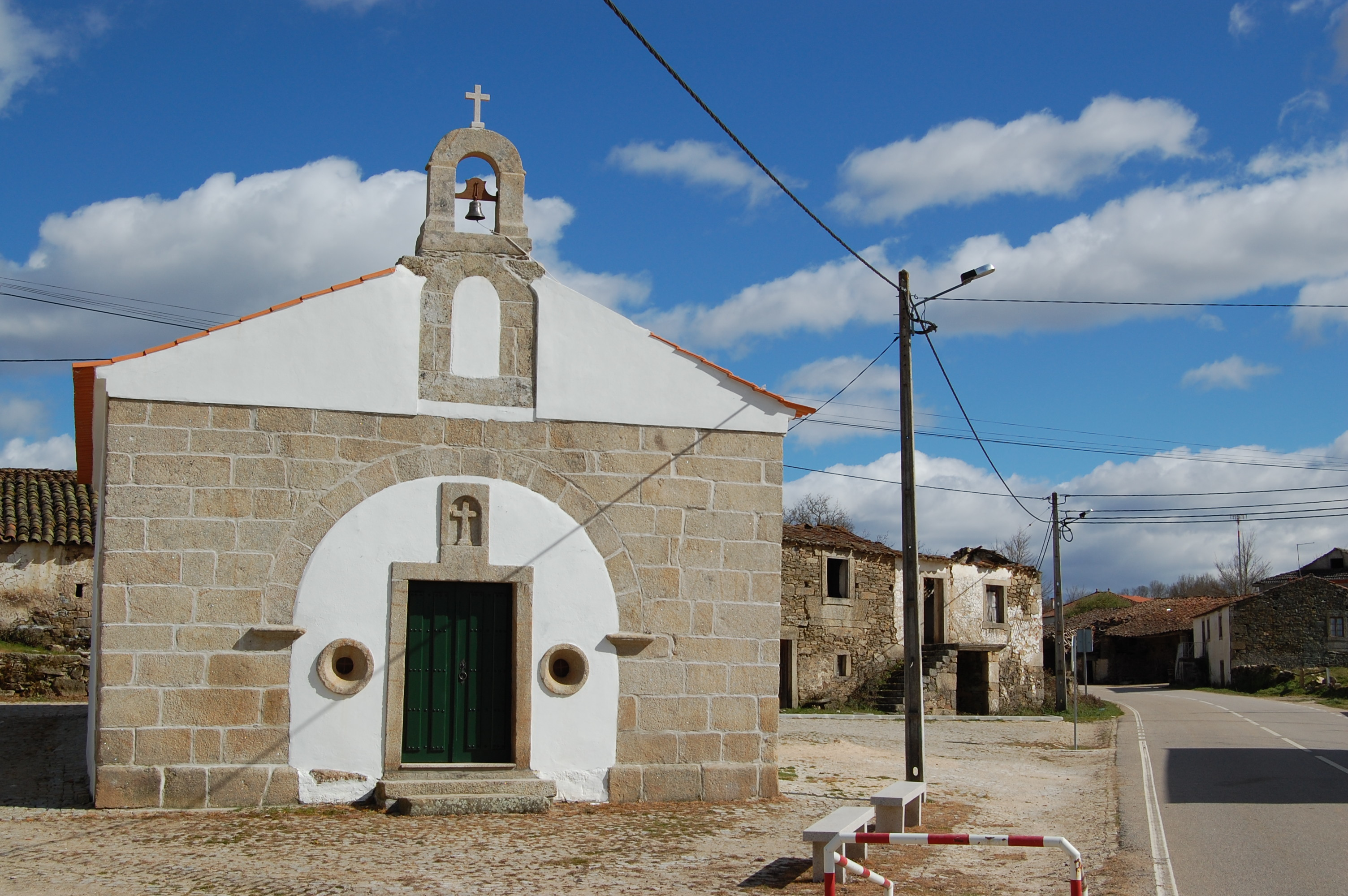
Una capilla en Genísio